# Hebraización de topónimos palestinos

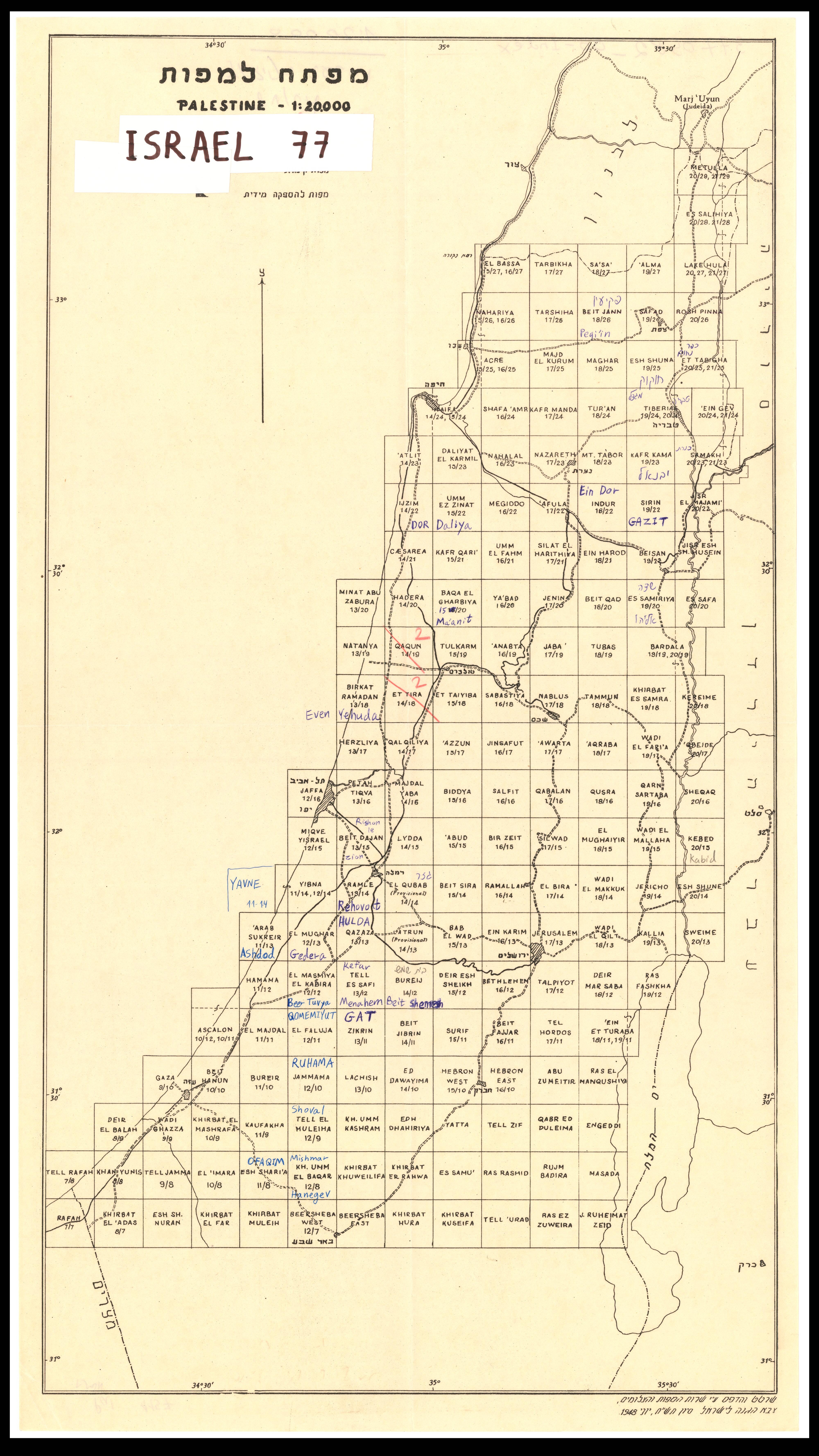
Índice de los mapas del Survey of Palestine (1948), con varios topónimos contemporáneos sobrescritos.

La hebraización de topónimos palestinos comenzó a lo largo de diversos periodos del Mandato británico de Palestina, prosiguió tras el establecimiento del Estado de Israel y otros dos eventos paralelos: la Nakba, que supuso la expulsión o huida forzada de gran parte de la población palestina, y la guerra árabe-israelí de 1948, y se extendió a los territorios palestinos ocupados por Israel tras su victoria en la guerra de los Seis Días en 1967.  Un estudio realizado en 1992 contabilizó cerca de 2.780 lugares cuyos nombres históricos fueron hebraizados, incluidos 340 pueblos y ciudades, unas 1.000 khirbat (pueblos abandonados y en ruinas), 560 wadis y ríos, 380 manantiales, 198 montañas y colinas, 50 cuevas, 28 castillos y palacios y 14 estanques y lagos. Los palestinos consideran la hebraización de los topónimos en Palestina como una parte más de la Nakba.
Se desconoce la etimología de muchos de los topónimos históricos en Palestina. Algunos son descriptivos del entorno, otros muestran la pervivencia de antiguos nombres nabateos, cananeos, hebreos y de otros orígenes, e incluso hay algún nombre que no muestra modificación alguna con respecto a la forma con la que son citados en la Biblia hebrea o en el Talmud. Durante la Antigüedad clásica y tardía, los antiguos topónimos se metamorfosearon en arameo y griego, los dos idiomas más hablados en la región antes de la llegada del Islam. Tras la conquista musulmana del Levante mediterráneo, se adoptaron formas arabizadas de los nombres antiguos.
El gobierno israelí fomentó la hebraización de los topónimos con el objetivo de fortalecer la conexión de los judíos, la mayoría de los cuales habían emigrado a Palestina en las décadas previas, con la tierra del naciente Estado de Israel. Como parte de este proceso, se utilizaron muchos antiguos topónimos bíblicos o talmúdicos. En otros casos, a sitios con nombres únicamente árabes y sin conexiones preexistentes con el hebreo, se les han dado nuevos nombres hebreos. En algunos casos, el topónimo árabe palestino se conservó en hebreo moderno a pesar de haber una versión distinta en el hebreo antiguo, como en el caso de Banias, que en los escritos hebreos clásicos se llamaba Paneas. Las señales de tráfico municipales y los mapas producidos por agencias estatales en ocasiones indican el nombre hebreo tradicional y el nombre árabe tradicional uno al lado del otro, como con Nablus/Siquem o con Silwan/Shiloah. En ciertas zonas de Israel, y especialmente en las ciudades mixtas (con población tanto judía como palestina), existe una creciente tendencia creciente a restaurar los nombres originales de las calles árabes que fueron hebraizadas después de 1948.

## Primeros años
En el siglo XIX, lo habitual era que los topónimos árabes palestinos contemporáneos fuesen los utilizados para identificar antigua ubicaciones. Estos dos ejemplos muestra las listas más notables creadas durante este periodo. 
Claude Reigner Conder (1848-1910), del Fondo para la Exploración de Palestina, fue uno de los primeros en reconocer la importancia de analizar los topónimos árabes contemporáneos para determinar el anterior nombre hebreo de un lugar. La contribución de Conder fue única en el sentido de que no erradicó los topónimos árabes en sus mapas del Estudio de Palestina Occidental, sino que preservó sus nombres intactos y no atribuyó a los lugares una identificación dudosa. En sus memorias, mencionó que las tradiciones hebrea y árabe de los topónimos a menudo están en consonancia entre sí:
Los nombres de las ciudades y pueblos antiguos citados en la Biblia permanecen en su mayor parte casi inalterados (...). El hecho de que cada nombre fuera cuidadosamente registrado en letras árabes hizo posible compararlo con su forma hebrea de una manera científica y erudita (...). Cuando se demuestra que el hebreo y el árabe contienen los mismos radicales, las mismas guturales y, a menudo, los mismos significados, tenemos una comparación realmente fiable (...). Ahora hemos recuperado más de las tres cuartas partes de los nombres bíblicos y, por lo tanto, podemos decir con seguridad que la topografía bíblica es una topografía genuina y real, obra de hebreos familiarizados con la región.

## Primeros esfuerzos modernos de hebraización
Los esfuerzos de hebraización modernos comenzaron ya desde la primera aliá en 1880. A comienzos de la década de 1920, el movimiento juvenil HeHalutz inició un programa de hebraización para los asentamientos recién establecidos en el Mandato británico de Palestina. Estos nombres, sin embargo, se aplicaron sólo a los lugares comprados por el Fondo Nacional Judío (FNJ), ya que no tenían influencia alguna sobre el resto de topónimos de Palestina.
Al ver que las señales de tráfico estaban escritas con frecuencia sólo en árabe con transliteraciones en inglés (excluyendo sus nombres hebreos equivalentes), la comunidad judía en Palestina, liderada por prominentes sionistas como David Yellin, trató de influir en el proceso de denominación iniciado por la Royal Geographical Society.  Las ciudades y lugares geográficos más conocidos, como Jerusalén, Jericó, Nablus, Hebrón o el río Jordán, llevaban nombres tanto en árabe como en hebreo (por ejemplo, Jerusalén era Al Quds y Yerushalayim , mientras que Hebrón era Al Khalil y Ḥevron), pero otros lugares menos conocidos de la tradición judía (como Jish / Gush Halav, Beisan / Beit She'an, Shefa-'Amr / Shefarʻam, Kafr 'Inan / Kefar Hananiah o Bayt Jibrin / Beit Gubrin) seguían apareciendo solamente con sus nombres árabes, sin cambios ni adiciones. El principal problema de agregar grafías hebreas a los topónimos árabes era el temor de que causara confusión en el servicio postal al adjuntar nuevos nombres a los ya acostumbrados, además de que discrepasen completamente con los ya existentes en los mapas. Por lo tanto, los funcionarios británicos buscaron garantizar formas unificadas de topónimos.
Uno de los factores que empujaron a los miembros del Yishuv a aplicar nombres hebreos a los antiguos topónimos árabes, a pesar de los intentos en sentido contrario de la Royal Geographical Society, fue la creencia de los geógrafos históricos, tanto judíos como no judíos, de que muchos los topónimos árabes eran meras "corrupciones" de sus nombres hebreos originales  (por ejemplo, suponían que Khirbet Shifat derivaría de Yodfat, Khirbet Tibneh de Timnah, Lifta de Nephtoah o Jabal al-Fureidis de Herodis). En otros casos, el proceso de asignación del supuesto nombre hebreo restaurado estuvo plagado de errores y confusión, como en el caso de Irâq el-Menshiyeh, una localidad despoblada durante la Nakba en la que ahora se encuentra Kiryat Gat. Inicialmente, se le dio el nombre de Tel Gath, basándose en la identificación que Albright hizo de este poblado con la bíblica Gath. Cuando se descubrió que se trataba de un error, se cambió su nombre a Tel Erani, que también resultó ser una designación incorrecta con el que se pensaba que era el antiguo nombre del sitio.
Según la profesora Virginia Tilley, «se inventaron un equipo de autoridades científicas, lingüísticas, literarias, históricas y bíblicas para incrementar la apariencia de una pertenencia judía y de unos derechos naturales de una patria judía a partir de un especial derecho judío sobre esta tierra, que claramente ha sido ocupada, a lo largo de milenios, por muchos pueblos».
Ya en 1920, el Mandato británico de Palestina estableció un subcomité hebreo para que asesorase al gobierno sobre la transcripción al inglés de los topónimos y sobre la manera de determinar los nombres hebreos para un posterior uso oficial por parte del gobierno.

## Comité de nombres del Fondo Nacional Judío
En 1925, la dirección del Fondo Nacional Judío (FNJ) estableció el Comité de Nombres para los Asentamientos para determinar los nombres de los nuevos asentamientos judíos establecidos en las tierras compradas por el FNJ. El comité estaba dirigido directamente por el jefe del FNJ, Menachem Ussishkin. El Consejo Nacional Judío (CNJ), por su parte, se reunió a finales de 1931 para dar a conocer sus recomendaciones al gobierno del Mandato británico de Palestina. También sugirió una serie de modificaciones que aplicar en un libro publicado por la oficina colonial británica en Palestina que describía los patrones usados para las transliteraciones de topónimos, tanto del árabe y el hebreo al inglés, como del árabe al hebreo y del hebreo al árabe, basándose en la antigua toponimia de la región. Muchas de las propuestas hechas por el CNJ se implementaron posteriormente, primero en 1949 (por el Comité de Nombres Geográficos) y luego en 1951, cuando Yeshayahu Press, miembro del CNJ, estableció el Comité de nombres del Gobierno de Israel.
Meron Benvenisti explica que los topónimos árabes molestaban a la nueva comunidad judía; por ejemplo, el 22 de abril de 1941, el Comité de Asentamientos del Consejo Regional Zabulón escribió a la oficina central del FNJ: 
Nombres como los siguientes se muestran en todo su esplendor: Karbassa, al-Sheikh Shamali, Abu Sursuq, Bustan al-Shamali... todos ellos nombres que el FNJ no tiene interés en inmortalizar en el valle de Zabulón (...). Le recomendamos que envíe una circular a todos los asentamientos ubicados en terrenos del FNJ en el valle de Zabulón y sus inmediaciones y les convenza de que terminen con la práctica anteriormente mencionada, [es decir, el uso de] mapas antiguos cuyo uso, desde diversos puntos de vista, es peligroso.
Entre 1925 y 1948, el Comité de Nombres del FNJ denominó a 215 comunidades judías en Palestina. Aunque se produjeron cambios radicales en los topónimos antiguos, todavía se conserva un registro de estos en los mapas antiguos.

### Preeminencia de la lengua árabe
En 1931, las lista de reparto de las oficinas de correos, los carteles en las estaciones de tren y los topónimos incluidos en la guía telefónica habían eliminado cualquier referencia al hebreo en Nablus ("Siquem"), Nazaret y el Wadi es -Sarar (Sorek), lo que despertó la sospecha del Consejo Nacional Judío de que el gobierno británico de Palestina estaba perjudicando a los ciudadanos judíos.

## Comité para la Designación de Topónimos en el Néguev
A finales de 1949, ya terminada la guerra árabe-israelí de 1948, el nuevo gobierno israelí creó un Comité para la Designación de Topónimos en el Néguev, formado por nueve miembros cuyo trabajo era designar nombres hebreos para las ciudades, montañas, valles, manantiales y carreteras de la región del Néguev. El primer ministro israelí, David Ben-Gurión, había comentado a principios de año la importancia de cambiar los topónimos de la zona y escribió en su diario en julio: «Debemos dar nombres hebreos a estos lugares: nombres antiguos, si los hay, y si no, ¡nuevos!». Poco después estableció los objetivos del comité con una carta a su presidente en la que decía:
Estamos obligados a eliminar los nombres árabes por razones de Estado. Así como no reconocemos la propiedad política de la tierra de los árabes, tampoco reconocemos su propiedad espiritual y sus nombres.
En el Néguev, 333 de los 533 nuevos nombres que decidió el comité fueron transliteraciones de los nombres árabes o sonidos parecidos a estos. Según Benvenisti, algunos miembros del comité se opusieron a la eliminación de los topónimos árabes, pero sus opiniones fueron en muchos casos desautorizadoas por consideraciones políticas y nacionalistas.

## 1951: Comité Gubernamental de Nombramientos

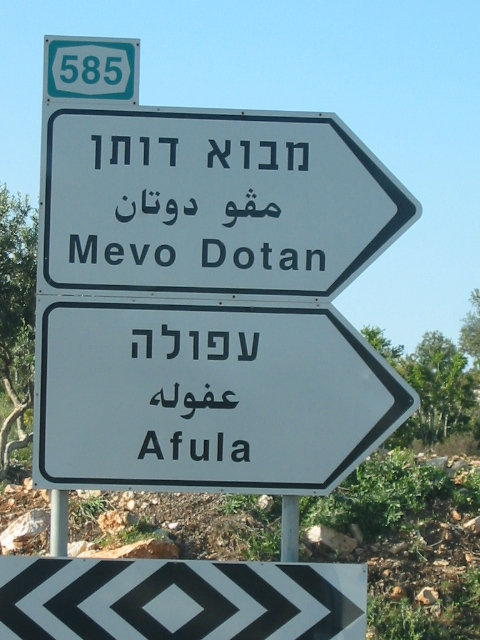
Señales de tráfico de las localidades de Mevo Dotan y Afula. Afula fue una aldea palestina vendida por la familia Sursock a la American Zion Commonwealth en la década de 1920. El nombre hebreo aparece después del árabe, que significa «habas».

En marzo de 1951, el comité del Fondo Nacional Judío y el Comité para la Designación de Topónimos en el Néguev se fusionaron para abarcar todo Israel. El nuevo comité manifestó su convicción de que «la judaización de los nombres geográficos en nuestro país [es] una cuestión vital». Hacia 1960, su trabajo ya había comenzado. En febrero de ese año, el director del Survey of Israel, Yosef Elster, escribió: «Hemos comprobado que la sustitución de los nombres árabes por los hebreos aún no está completa. El comité debe terminar rápidamente lo que falta, especialmente los nombres de las ruinas». En abril de 1951, Itzjak Ben-Zvi y Benjamin Maisler fueron nombrados miembros del Comité de Nombramientos del Gobierno.
Entre 1920 y 1990, los diferentes comités establecieron nombres hebreos para unos 7.000 elementos naturales del país, de los cuales más de 5.000 eran topónimos geográficos, varios centenares eran nombres de lugares históricos y más de mil eran nombres creados para nuevos asentamientos. Vilnay ha observado que, desde el siglo XIX, muchos asentamientos tanto urbanos como rurales del Israel actual han tomado sus nombres de palabras, expresiones y frases bíblicas.

Los nombres de muchos asentamientos judíos más modernos reemplazaron así los de pueblos y ruinas árabes más antiguos. Por ejemplo, Khirbet Jurfah se convirtió en Roglit,Allar se convirtió en Mata; al-Tira se convirtió en Kfar Halutzim, que ahora es Bareket, etc. El proceso no dejó rastro de los topónimos árabes previos. Benvenisti demostró que el recuerdo de estos lugares antiguos no se perdió por completo debido a una serie de prácticas hegemónicas:
Aproximadamente una cuarta parte de las 584 aldeas árabes que existían en la década de 1980 tenían nombres con orígenes antiguos, ya fuesen bíblicos, helenísticos o incluso arameos.
Hoy en día, el Comité de Designación del Gobierno israelí desaconseja nombrar a un nuevo asentamiento si no se puede demostrar que dicho nombre esté conectado de alguna manera con el área o región más cercana. Aun así, esta es la única organización autorizada para nombrar lugares, tenga o no el asentamiento una conexión histórica con el lugar en que se emplaza.

## Tendencias actuales

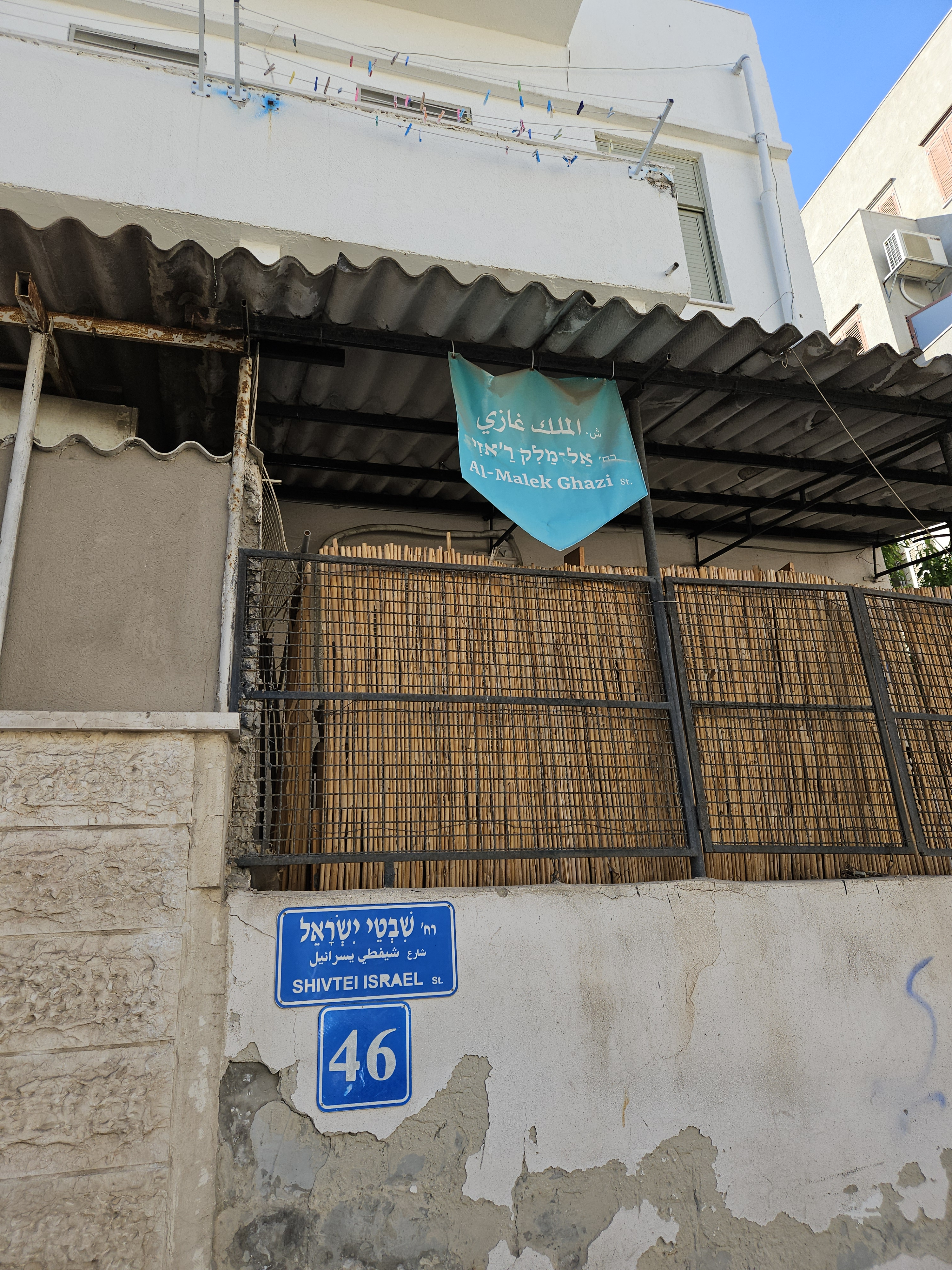
Números de casa en Jaffa con el nombre moderno oficial (Shivtei Israel) y el viejo (Al-Malek Ghazi)

En la década de 2010, surgió en ciertas zonas de Israel una tendencia a restaurar los nombres árabes originales de las calles que fueron hebraizadas después de 1948, y en especial en ciudades mixtas.